# Oberalpreuss
Die Oberalpreuss ist ein rund 5 Kilometer langer Fluss im Urserental des Kantons Uri. Sie liegt ganz auf dem Gebiet der Gemeinde Andermatt, entfliesst dem Oberalpsee zumeist in südwestlicher Richtung und mündet wenig oberhalb des Dorfes Andermatt von rechts in die Unteralpreuss. Der fischreichen Oberalpreuss folgen dabei fast auf ihrem gesamten Flusslauf die Schweizer Hauptstrasse 19 sowie die Oberalpstrecke der Matterhorn-Gotthard-Bahn.

## Geographie

### Verlauf
Der Fluss entspringt dem auf 2027 m ü. M. gelegenen Oberalpsee, der wenig unterhalb der Passhöhe des Oberalppasses westlich der Wasserscheide zum Vorderrhein liegt. Gespiesen wird der See durch mehrere kurze Gebirgsbäche, von welchen der Hinterfellibach der längste und wasserreichste ist. Am Oberalppass und beim wenig nördlich davon gelegenen Übergang des Tiarmspasses fliessen kleine Bäche aus dem Gebiet der Bündner Gemeinde Tujetsch in den Oberalpsee. Die Oberalpreuss durchquert nach dem Verlassen des Sees anfangs leicht mäandrierend das Hochtal der Oberalp mit offenen Weideflächen. Das quellreiche Gebiet ist zum Teil als Flachmoor von nationaler Bedeutung unter dem Namen Zu den Staflen geschützt.
Auf der Oberalp nimmt die Oberalpreuss von rechts auch das Wasser des in einer Senke über dem Tal gelegenen Lutersees auf. Ab der Flur Bödemli schneidet sich der Fluss, immer noch stark mäandrierend, zunehmend tiefer in den Talboden ein. Die 1961 fertiggestellte, 17 Meter hohe Talsperre Schöni des Elektrizitätswerks Ursern bildet einen See mit einem Stauvolumen von 20'000 m³. Der Fluss erreicht nun die Waldgrenze und formt bis zu seiner Einmündung in die etwa dreimal so wasserreiche Unteralpreuss beim Wasserkraftwerk Oberalp auf 1462 m ü. M. ein steiles, schluchtartiges Tal.

### Einzugsgebiet
Das 13,6 km² grosse Einzugsgebiet der Oberalpreuss liegt im Urseren und wird durch sie über die Unteralpreuss, die Reuss, die Aare und den Rhein zur Nordsee entwässert.
Es besteht zu 1,3 % aus bestockter Fläche, zu 51,3 % aus Landwirtschaftsfläche, zu 1,4 % aus Siedlungsfläche und zu 46,1 % aus unproduktiven Flächen.
Die Flächenverteilung
Die mittlere Höhe des Einzugsgebietes beträgt 2222,8 m ü. M., die minimale Höhe liegt bei 1488 m ü. M. und die maximale Höhe bei 2819 m ü. M.

## Hydrologie
Bei der Mündung der Oberalpreuss in die Unteralpreuss beträgt ihre modellierte mittlere Abflussmenge (MQ) 620 l/s. Ihr Abflussregimetyp ist nival alpin und ihre Abflussvariabilität beträgt 18.